# Catocalinae
De Catocalinae zijn een onderfamilie van vlinders uit de familie van de uilen (Noctuidae). De onderfamilie werd eerst in 1828 beschreven door Jean Baptiste Boisduval.
Wereldwijd zijn meer dan 10.000 soorten bekend, met veel voorkomen in tropen en subtropen. In Europa zijn er slechts ongeveer 96 soorten. De Catocalinae zijn meestal relatief grote vlinders, vooral 's nachts actief. Ze hebben veelal erg fel gekleurde achterste vleugels en meestal onopvallende voorvleugels.

## Geslachten
(Indicatie van aantallen soorten per geslacht tussen haakjes)
- Acanthodelta Hampson, 1918 (92)
- Agyra  (1)
- Alamis  (6)
- Alapadna  (2)
- Aleucanitis  (26)
- Alophosoma  (2)
- Allotria  (1)
- Amabela  (4)
- Ammophanes  (1)
- Ampelasia  (2)
- Amphigonia  (2)
- Amphiongia  (2)
- Amphitrogia  (1)
- Amphoraceras  (1)
- Anachrostis  (12)
- Ananepa  (1)
- Anatatha  (5)
- Anereuthina  (2)
- Aniana  (1)
- Anisoneura  (5)
- Anomocala  (1)
- Anophiodes  (4)
- Anorena  (2)
- Antapistis  (8)
- Antiblemma Hübner, 1823 (135)
- Anticarsia  (14)
- Anugana  (1)
- Anydrophila  (11)
- Aon  (1)
- Aphypena  (1)
- Arabriga  (1)
- Arbostola  (3)
- Arcte  (7)
- Argidia  (14)
- Argyrostrotis  (16)
- Armada  (10)
- Armana  (1)
- Arsaciodes  (1)
- Artena  (10)
- Arthisma  (3)
- Artigisa  (10)
- Artiloxis  (1)
- Arytrura  (2)
- Arytrurides  (2)
- Asiccia  (1)
- Astha  (1)
- Asymbletia  (1)
- Ateneria  (1)
- Athyrmella  (1)
- Athyrmina  (3)
- Attatha Moore, 1878 (11)
- Attonda  (3)
- Auchenisa  (11)
- Audea  (26)
- Avatha  (23)
- Avirostrum Bethune-Baker, 1908 (4)
- Avitta  (33)
- Avittonia  (1)
- Axiocteta  (10)
- Azazia  (3)
- Azeta  (8)
- Bastilla  (2)
- Belciades  (3)
- Bendis  (20)
- Beriohansa  (1)
- Caenurgia  (6)
- Caenurgina  (5)
- Calyptis  (3)
- Casandria  (17)
- Celiptera  (8)
- Cerocala  (27)
- (vlinder)  (23)
- Cortyta  (13)
- Crypsotidia  (10)
- Cutina  (4)
- Cyligramma  (12)
- Cymodegma  (1)
- Cymosafia  (5)
- Chalciope  (9)
- Chrysopera  (1)
- Dasypodia  (2)
- Davea  (3)
- Dermaleipa  (9)
- Donuca  (7)
- Doryodes  (9)
- Drasteria  (21)
- Egryrlon  (1)
- Entomogramma  (8)
- Ephesia  (40)
- Ercheia  (25)

- Eubolina  (1)
- Euclidina  (1)
- Eugorna  (1)
- Euparthenos  (1)
- Eupatula  (8)
- Focillidia  (3)
- Geria  (3)
- Gespanna  (1)
- Gnamptonyx  (4)
- Gonodontodes  (2)
- Gonopteronia  (2)
- Haemabasis  (3)
- Herminiocala  (5)
- Hexamitoptera  (1)
- Homaea  (4)
- Hypanua  (3)
- Hypogrammodes  (8)
- Hypopyra  (25)
- Hypotacha  (15)
- Ischyja  (16)
- Itmaharela  (1)
- Koraia  (2)
- Lagoptera  (5)
- Leucanitis  (15)
- Leucogramma  (2)
- Leucomelas  (1)
- Litoprosopus  (8)
- Lygniodes  (10)
- Matigramma  (7)
- Megistoclisma  (1)
- Melapia  (4)
- Metopta  (1)
- Metria  (3)
- Midea  (2)
- Niguza  (5)
- Omorphina  (1)
- Ophisma  (22)
- Oporophylla  (1)
- Ortospana  (1)
- Palaeosafia  (1)
- Paraceliptera  (2)
- Paragarista  (1)
- Parallelura  (2)
- Paramocis  (1)
- Parelectra  (2)
- Pelamia  (1)
- Peranua  (1)
- Perasia  (26)
- Pericyma  (22)
- Perophiusa  (1)
- Phoberia  (2)
- Phyllodes Boisduval, 1832 (9)
- Phyprosopus  (9)
- Pindara  (1)
- Plasmaticus  (1)
- Plecopterodes  (14)
- Prionoptera  (4)
- Pterocyclophora  (4)
- Ptichodis  (16)
- Ramphia  (1)
- Riaga  (1)
- Safidia  (1)
- Sciatta  (4)
- Selenoperas  (1)
- Spiloloma  (1)
- Spirama  (20)
- Synedoida  (21)
- Thyas  (11)
- Tolna  (18)
- Tolnaodes  (1)
- Trichoptya  (19)
- Trigonodes  (10)
- Trisulana  (1)
- Ulotrichopus  (22)
- Xylophylla  (1)
- Zaleodes  (1)